# Gace de La Buigne
Gace de La Buigne (auch: Gace de La Bigne; * im 14. Jahrhundert; † im 14. Jahrhundert) war ein französischer Jagdschriftsteller.

## Leben und Werk
Gace de La Buigne war ab 1348 Oberkaplan am Hof der französischen Könige  Philipp VI.,  Johann II. und  Karl V. Für Johanns Sohn Philipp den Kühnen schrieb er den Roman des Deduis, das Buch der Vergnügungen (französisch: déduits), womit das Jagdvergnügen gemeint ist. Das 600 Seiten starke Buch entstand zwischen 1360 und 1377. Es zeigt die (sportliche) Jagd als Metapher des Lebens und insistiert auf ihrem ästhetischen und ethischen Wert für die Erziehung des Aristokraten. Zudem taugen die Tiere (so der Hund durch seine sprichwörtliche Treue) als Vorbild des Menschen. Das Werk entstand etwa zeitgleich mit dem Buch von der Jagd von Gaston Phoebus und dem Livre de chasse du roy Modus von Henri de Ferrières.

## Werke
- Gace de la Buigne: Le Roman des déduis. Édition critique d’après tous les manuscrits. Hrsg. Åke Blomqvist. Almqvist und Wiksell, Stockholm 1951.